# Motorola DynaTAC

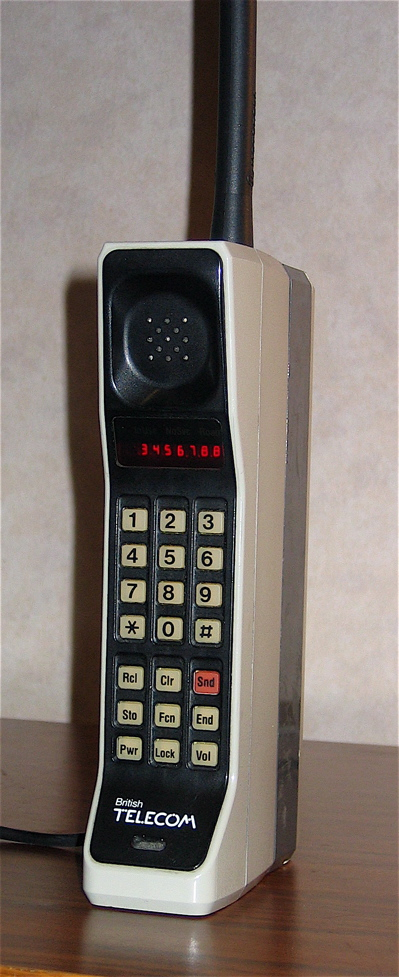
Un Motorola DynaTAC 8000X

La Motorola DynaTAC è una famiglia di telefoni cellulari della Motorola Inc. commercializzata dal 1983 al 1994. Quasi tutti i modelli di telefoni Motorola DynaTAC sono telefoni portatili. Costituisce eccezione il Motorola DynaTAC 6000XL che è invece un telefono veicolare.
L'importanza storica della famiglia di telefoni cellulari Motorola DynaTAC è notevole in quanto a tale famiglia appartiene il primo telefono cellulare portatile della storia.
Alla famiglia Motorola DynaTAC è seguita la famiglia Motorola MicroTAC, introdotta nel 1989. Ai tempi dell'introduzione della famiglia Motorola StarTAC, nel 1996, la Motorola DynaTAC era già obsoleta.

## Storia
Il primo modello commercializzato della famiglia Motorola DynaTAC è stato il Motorola DynaTAC 8000X, commercializzato a partire dal 6 marzo 1983 con un prezzo al dettaglio di 3 995 dollari (ne furono venduti circa 300 000 pezzi). Il Motorola DynaTAC 8000X è stato, infatti, il primo modello della famiglia Motorola DynaTAC a ricevere l'approvazione della Federal Communications Commission (FCC) il 21 settembre 1983. Il primo prototipo funzionante di Motorola DynaTAC 8000X venne realizzato nel 1973 da Martin Cooper, un ingegnere statunitense che all'epoca lavorava per la Motorola. Tale prototipo è il primo telefono cellulare portatile della storia. Il Motorola DynaTAC 8000X è, invece, il primo telefono cellulare portatile della storia disponibile in commercio.

## Caratteristiche
Tutti i telefoni della serie mantengono la stessa linea "a mattonella" e sono infatti noti nella lingua inglese come "brick phone" (traduzione letterale: "telefono a mattone").
Il peso del prototipo del 1973 era di circa 1,5 kg, mentre il Motorola DynaTAC 8000X messo in commercio nel 1984 pesava 793 grammi ed era alto 25 cm. Aveva 21 tasti, una stringa digitale di numeri rossi e una lunga antenna in gomma.  Con 6 ore di autonomia in stand-by, permetteva 30 minuti di conversazioni.

## Modelli
- 1984 DynaTAC 8000x
- 1985 DynaTAC 8000s
- 1987 DynaTAC 8000m, 8500x, 8800x
- 1987 DynaTAC 6000XL (car phone)
- 1989 DynaTAC 8900x
- 1992 DynaTAC America series
- 1992 DynaTAC International 3200 (GSM)
- 1993 DynaTAC International 3300 (GSM)
- Classic
- Classic II
- Ultra Classic
- 1994 Ultra Classic II